# Midway (Texas)
Midway es una ciudad ubicada en el condado de Madison en el estado estadounidense de Texas. En el Censo de 2010 tenía una población de 228 habitantes y una densidad poblacional de 57,69 personas por km².

## Geografía
Midway se encuentra ubicada en las coordenadas 31°1′30″N 95°45′23″O / 31.02500, -95.75639. Según la Oficina del Censo de los Estados Unidos, Midway tiene una superficie total de 3.95 km², de la cual 3.9 km² corresponden a tierra firme y (1.31%) 0.05 km² es agua.

## Demografía
Según el censo de 2010, había 228 personas residiendo en Midway. La densidad de población era de 57,69 hab./km². De los 228 habitantes, Midway estaba compuesto por el 78.51% blancos, el 12.28% eran afroamericanos, el 0% eran amerindios, el 0% eran asiáticos, el 0% eran isleños del Pacífico, el 8.77% eran de otras razas y el 0.44% pertenecían a dos o más razas. Del total de la población el 11.4% eran hispanos o latinos de cualquier raza.